# ケビン・アレキサンダー (ワイドレシーバー)
ケビン・アレキサンダー（Kevin Alexander 1975年1月23日- ）はルイジアナ州バトンルージュ出身の元アメリカンフットボール選手。

## 経歴
1996年、ユタ州立大学からドラフト外フリーエージェントでニューヨーク・ジャイアンツと契約したが同年8月20日にカットされた。しかしすぐにプラクティス・スクワッドとしてチームと契約した彼はデトロイト・ライオンズ戦でアマニ・トゥーマーが負傷した直後の10月26日にロースター登録され、翌1997年1月9日にはチームと再契約を果たした。
1998年3月2日、マイアミ・ドルフィンズと2年契約を結んだが同年8月25日にカット、1999年2月23日にワシントン・レッドスキンズと契約したが8月31日にカットされNFLでのキャリアはジャイアンツ時代の2シーズンのみとなっている。